# Darszyce
Darszyce (niem. Buchwald; dawn. pol. Darzin) – wieś sołecka w Polsce położona w województwie zachodniopomorskim, w powiecie gryfickim, w gminie Płoty.
W 1874 roku Buchwald był kolonią na ziemie Pinnow A i C. Z kolonią Curtshagen Buchwald liczył 23 budynków mieszkalnych.
Na początku 1930. Buchwald był położony w gminie Pinnow, należącej do powiatowi Regenwalde Prowincji Pomorze.
W latach 1975–1998 miejscowość administracyjnie należała do województwa szczecińskiego.
W 2002 roku wieś (z przysiółkami Dalimierz i Ostrobodno) liczyła 16 budynków (15 mieszkalnych), w nich 18 mieszkań ogółem, z nich 16 zamieszkane stale. Z 16 mieszkań zamieszkanych 1 mieszkanie wybudowane przed 1918 rokiem i 15 mieszkań – między 1918 a 1944.
Od 45 osób 3 było w wieku przedprodukcyjnym, 18 – w wieku produkcyjnym mobilnym, 14 – w wieku produkcyjnym niemobilnym, 10 – w wieku poprodukcyjnym. Od 42 osób w wieku 13 lat i więcej 1 miał wykształcenie średnie, 6 – zasadnicze zawodowe, 28 – podstawowe ukończone i 7 – podstawowe nieukończone lub bez wykształcenia.

## Ludność[2]
W 2011 roku we wsi żyło 51 osób, z nich 27 mężczyzn i 24 kobiet; 9 było w wieku przedprodukcyjnym, 16 – w wieku produkcyjnym mobilnym, 15 – w wieku produkcyjnym niemobilnym, 11 – w wieku poprodukcyjnym.